# فرودگاه لومزدن (دیزلی)
فرودگاه لومزدن (دیزلی) (به انگلیسی: Lumsden (Disley) Aerodrome) یک فرودگاه خصوصی است که یک باند فرود چمن دارد و طول باند آن ۶۹۰ متر است. این فرودگاه در کشور کانادا قرار دارد و در ارتفاع ۵۶۰ متری از سطح دریا واقع شده است.